# Michael Wong
Michael Wong Kong Leong (traditionell kinesiska: 王光良; pinyin: Wáng Guāngliáng), född 30 augusti 1970, även känd mononymt under sitt kinesiska namn Guang Liang, är en malaysisk kinesisk sångare och kompositör. Han är känd i Mandopop-scenen som "Prince of Love Songs" (情歌王子).

## Diskografi

### Soloalbum
- Michael's First Album (第一次個人創作專輯; Dì Yī Cì Gè Rén Chuàng Zuò Zhuān Jí) – 10 maj 2001
- Ray of Light (光芒; Guāng Máng) – 8 november 2002
- Fairy Tale (童話; Tóng Huà) – 21 januari 2005
- Commitment (約定; Yuē Dìng) – 3 mars 2006
- Never Apart (不會分離; Bú Huì Fēn Lí) – 9 november 2007[3][3]
- Right Hand Side EP (右手邊; Yòu Shǒu Biān) – 19 september 2008
- First Digital Single – 31 juli 2009
- So Naive (太天真; (Tai Tian Zhen ) – 9 september 2010
- Crazy Memories (回忆里的疯狂; Huí Yì Lǐ De Fēng Kuáng) – 8 juli 2013
- These Unfinished EP (那些未完成的; Na Xie Wei Wan Cheng De) – 2 maj 2015
- Nine Ways To Enjoy Loneliness (九种使用孤独的正确方式; Jiǔ Zhǒng Shǐ Yòng Gū Dú De Zhèng Què Fāng Shì) – 11 november 2017

### Övriga släpp
- I Believe (1994)
- The World Shines Because of Love (1997)
- Michael 1996–2006 the greatest hits – 16 maj 2007[4][4]

## Filmografi

### Filmer
- Summer Holiday (2000)
- BTS (2001)
- Like A Slave (2005)
- Purple Mirage (2006)
- Where's the Dragon? (2015)

### Teater
- White Love (2001)
- A Change of Fate (2001)
- Good Luck, Angel (2003)
- Love Storm (2003)
- Wintry Night 2 (2003)
- Love.18 (2008)